# الآثار الإدراكية للتعددية اللغوية
يُعرّف الفرد ثنائي اللغة تقليديًا بأنه شخص يفهم وينتج لغتين أو أكثر على أساس منتظم. قد يبدأ التعرض الأولي للفرد ثنائي اللغة لكلتا اللغتين في مرحلة الطفولة المبكرة، على سبيل المثال قبل سن الثالثة،  ولكن قد يبدأ التعرض أيضًا في وقت لاحق في الحياة. نادراً ما يتم إثبات الكفاءة المتساوية في لغات الأفراد ثنائية اللغة لأنها تختلف عادةً حسب المجال. على سبيل المثال، قد يتمتع الفرد ثنائي اللغة بمهارة أكبر للمصطلحات المتعلقة بالعمل في لغة واحدة، والمصطلحات المتعلقة بالعائلة في لغة أخرى.
تم ربط الشخص ثنائي اللغة بعدد من المزايا الإدراكية. الأبحاث درست كيفية التفاعل بين اللغة الأولى (L1) واللغة الثانية (L2)، وقد لوحظ أن للغتين تأثير ليس فقط على وظيفة أحدهما للآخر، ولكن أيضًا على الوظيفة الإستعرافية أو الإدراكية خارج اللغة. وبالبحث عن الوظائف التنفيذية لإدراك لفرد مثل الذاكرة العاملة، الإدراك الحسي، والتحكم الإنتباهي والتحكم التثبيطي، وأوضحت أن الأشخاص ثنائيي اللغة لديهم مزايا معرفية أكثر من أقرانهم أحادي اللغة في مختلف البيئات. هناك أيضًا فوائد مرتبطة بالعمر، والتي يبدو أنها تمنح تأثيرات وقائية ضد التدهور المعرفي لدى كبار السن.
على مدار تاريخ البحث في المزايا الإدراكية للتعددية اللغوية، تحولت الآراء من اعتباره طرح إلى منظورالى اعتباره منظورإضافي يجب التدقيق به:  يُعتقد الآن أن كونك ثنائي اللغة يزيد قدرات الفرد ولا ينقصها.
ومع ذلك، هناك خلاف قوي حول كيفية تفسير النتائج حول هذا الموضوع. فشلت المراجعات المنهجية والتحليلات التجريبية للدراسات التي تقيم الأداء التنفيذي في العثور على أدلة مقنعة للمزايا الإدراكية لدى البالغين الأصحاء  أو في المشاركين عبر نطاق عمري أوسع. علاوة على ذلك، يشير توزيع أحجام التأثير في التحليلات التجريبية إلى أن الإبلاغ عن آثار ثنائية اللغة على الأداء التنفيذي كان خاضعًا للتحيز في النشر، مما أعطى نظرة مشوهة للأدلة.

## التاريخ
على مدى السنوات القليلة الماضية، ازداد انتشار ثنائي اللغة في الولايات المتحدة بشكل كبير. في حين أن مكتب تعداد السكان في الولايات المتحدة لا يقوم بالاقتراع المباشر للغة ثنائية اللغة، إلا أنه يقوم بإجراء استطلاع على اللغات المستخدمة في منزل الفرد، وإذا كانت لغة أخرى غير اللغة الإنجليزية، فإنهم يستطلعون بعد ذلك على مدى جودة هذا الفرد في التحدث بالإنجليزية. في عام 2012، قام فرانسوا غروسجين، أستاذ اللغويات من جامعة نوشاتيل، بتفسير نتائج مكتب الإحصاء على النحو التالي: كان 11٪ من السكان ثنائيي اللغة في عام 1980، و 14٪ في عام 1990، و 20٪ في عام 2012. أثارت هذه الزيادة الإيجابية سؤالا في عمق النشاط المعرفي في اللغتين وما إذا كانت هناك فوائد في تعدد اللغات يمكن العثور عليها أم لا.
وفقًا لكلية العلوم الاجتماعية بجامعة سنغافورة للإدارة (SMU)، كان البحث قبل الستينيات عن الأفراد ثنائيي اللغة متنوعًا، ولكنه يدعم بشكل عام فكرة وجود عيوب لثنائية اللغة. كان هناك رأي عام هو أن ثنائيي اللغة سيكون لديهم مفردات أصغر، وقدرات معرفية متقطعة وأن الأطفال الذين يتعلمون لغتين من سن مبكرة سوف ينفقون الكثير من طاقتهم في تمييز وبناء اللغتين ليصبحوا أكفاء في أي من اللغتين.  ألمحت هذه المعلومات إلى فكرة أن كونك ثنائي اللغة يعززمن تقليل بالنمو اللغوي والمعرفي للطفل.  ووفقًا لمجلة بعنوان «مجلة علم النفس الجيني»، فإن العديد من الدراسات التي تم الإبلاغ عنها في ذلك الوقت كانت تحمل هذه التصورات تحمل وجهة نظر مماثلة بشأن ثنائية اللغة، وقد تمت الإشارة إلي «ثنائية اللغة» أنهمشكلة أو لها تأثير «الإعاقة لغوية». ذكرت الدراسات التالية أن ثنائيي اللغة كان أداؤه أسوأ في اختبارات الذكاء وعانى في معظم جوانب تطور اللغة. يذكر الصحفي رافائيل م.دياز، من جامعة ييل، أن وجهات النظر مثل هذه يعتقد جزئيا أنها تأثرت بمتغيرات أثرت أو غيرت كيفية عمل المجتمع.
في عام 1977، نشر (المعهد الأمريكي للأبحاث) دراسة مؤثرة ناقشت ثنائية اللغة من حيث صلتها بالتعليم وما هي الآثار المترتبة على الحفاظ على أداء الطفل مع الفصل. لعبت هذه الدراسة، إلى جانب أبحاث أخرى في وقتها، دورًا كبيرًا في فهمنا للتعددية اللغوية وتأثيراتها على الدماغ. في حين أنها ذات صلة وضرورية تاريخيا، في سياق تلبية المعايير المنهجية الحديثة اليوم، يُقال أن هذه الدراسات على وجه الخصوص تفتقد الأجزاء الضرورية من البيانات التي تثير الجدل حول مصداقيتها. مع البحث الحالي والبيانات التي تشير إلى فوائد ثنائية اللغة، أصبحت سلامة استنتاجات الدراسات السابقة موضع تساؤل.   وفقًا لـ «مجلة علم النفس الجيني»، استخدمت العديد من هذه الدراسات تعريفات غير قياسية وذاتية ثنائية اللغة والفرد ثنائي اللغة (على سبيل المثال ، تصنيف شخص على أنه ثنائي اللغة أو أحادي اللغة من خلال افتراضات تستند إلى الأصل الوطني لوالدي ذلك الشخص أو حتى بناءً على على اسم عائلة ذلك الشخص)، مما يثير القلق من عدم وجود طريقة لتحديد ما إذا كانت عيناتهم ممثلة حقًا السكان الذين يتحدثون بلغتين. عنصر آخر يتناقض مع تقنيات البحث الأكثر حداثة هو عدم وجود تحكم في الوضع الاجتماعي والاقتصادي (SES) وأجرى العديد منهم اختبارات الذكاء اللفظي للمتحدثين غير الأكفاء للغة الثانية في تلك اللغة الثانية.

## استشهادات
1. ↑  Grosjean، François؛ Li، Ping (2013). The Psycholinguistics of Bilingualism. Malden, MA: Wiley-Blackwell. ص. 7. ISBN:978-1-4443-3279-7. {{استشهاد بكتاب}}: الوسيط غير المعروف |name-list-format= تم تجاهله يقترح استخدام |name-list-style= (مساعدة)
2. ↑  Baker، Colin (2006). Foundations of bilingual education and bilingualism. {{استشهاد بكتاب}}: الوسيط غير المعروف |name-list-format= تم تجاهله يقترح استخدام |name-list-style= (مساعدة)
3. ↑  "The Cognitive Benefits of Being Bilingual". Dana Foundation (بالإنجليزية الأمريكية). Archived from the original on 2020-05-08. Retrieved 2020-02-10.
4. ↑  Cook V. (1997). "The consequences of bilingualism for cognitive processing". Tutorials in Bilingualism: Psycholinguistic Perspectives: 279–300.
5. ↑  Konnikova، Maria (22 يناير 2015). "Is Bilingualism Really an Advantage?". The New Yorker. مؤرشف من الأصل في 2019-12-15.
6. ↑  "Is bilingualism associated with enhanced executive functioning in adults? A meta-analytic review". Psychological Bulletin. ج. 144 ع. 4: 394–425. أبريل 2018. DOI:10.1037/bul0000142. PMID:29494195. مؤرشف من الأصل في 2020-05-19.
7. ↑  Donnelly, Seamus; Brooks, Patricia J.; Homer, Bruce D. (27 Feb 2019). "Is there a bilingual advantage on interference-control tasks? A multiverse meta-analysis of global reaction time and interference cost". Psychonomic Bulletin & Review (بالإنجليزية). 26 (4): 1122–1147. DOI:10.3758/s13423-019-01567-z. ISSN:1531-5320. PMID:30815795.
8. ↑  "Bilinguals in the United States". Psychology Today (بالإنجليزية). Retrieved 2017-04-18.
9. ↑  Marian، Viorica (2012). "The Cognitive Benefits of Being Bilingual". Cerebrum : The Dana Forum on Brain Science. ج. 2012: 13. PMC:3583091. PMID:23447799.
10. ↑  Arsenian S. (1902). Bilingualism and mental development: a study of the intelligence and the social background of bilingual children in New York city. New York: Teachers college Columbia university.{{استشهاد بكتاب}}:  صيانة الاستشهاد: مكان بدون ناشر (link)
11. ↑  Hakuta K.، Diaz R. M. (1985). "The relationship between degree of bilingualism and cognitive ability: a critical discussion and some new longitudinal data.". في Nelson K. E. (المحرر). Children's Language, vol.5. Erlbaum. ص. 320–344.
12. ↑  Chinnuswamy، Yamini (24 أغسطس 2015). "How Language Shapes Our Ability to Process Information". ScienceDaily. مؤرشف من الأصل في 2018-11-11. اطلع عليه بتاريخ 2018-11-10.
13. 1 2  "A review of the literature on the effects of bilingualism upon the measurement of intelligence". The Pedagogical Seminary and Journal of Genetic Psychology. ج. 82 ع. 1: 21–57. 1953. DOI:10.1080/08856559.1953.10533654.
14. 1 2  "Bilingualism and the measurement of intelligence: Review of a decade of research". The Journal of Genetic Psychology. ج. 103 ع. 2: 259–282. 1963. DOI:10.1080/00221325.1963.10532521. PMID:14085429.
15. ↑  Hakuta K., Diaz R. M. (1985). "The relationship between degree of bilingualism and cognitive ability: a critical discussion and some new longitudinal data.". In Nelson K. E. Children's Language, vol.5. Erlbaum. pp. 320–344
16. ↑  Diaz، M. Rafael (1983). "Chapter 2: Thought and Two Languages: The Impact of Bilingualism on Cognitive Development". Review of Research in Education. ج. 10: 10(1), 23–54. DOI:10.3102/0091732X010001023.